# Spilosoma leopardinula
Spilosoma leopardinula är en fjärilsart som beskrevs av Embrik Strand 1919. Spilosoma leopardinula ingår i släktet Spilosoma och familjen björnspinnare. Inga underarter finns listade i Catalogue of Life.